# Jacques des Rousseaux
Cet article possède un paronyme, voir Jacques Rousseau.
Pour les articles homonymes, voir Rousseaux.
Jacques des Rousseaux ou Jacques de Rousseau, né à Tourcoing vers 1600 et mort à Leyde en 1638, est un peintre flamand d'origine française.

## Biographie
Originaire de Tourcoing, Jacques des Rousseaux a effectué un séjour à Rome, sans doute avant 1626.
Vers 1628, à Leyde, il aurait passé quelque temps dans l'atelier de Rembrandt et comme d'autres élèves tels que Gerrit Dou, Ferdinand Bol et Isaac de Jouderville, il apprit à reproduire à peu près parfaitement les têtes de caractères du maître, appelées tronies.
Il est répertorié comme peintre indépendant à partir de 1630 à Leyde, mais sa carrière a été brève puisqu'il mourut en mars 1638.

## Œuvre
Ses peintures datées furent exécutées entre 1630 et 1636. Ce sont principalement des représentations de figures uniques, en buste, éclairées. A côté de l'influence de Rembrandt, on peut voir aussi l'impact du grand maître de Leyde, Jan Lievens.
- Portrait d'un homme au béret de velours bleu, 1635, huile sur panneau de chêne, 51 × 40 cm, Collection privée, Vente Sotheby's 2015[3]

Dessins :
- Buste de vieillard à grande barbe, de profil vers la droite[4], attribution incertaine, sanguine, estompe, H. 162 ; L. 143 mm, Beaux-Arts de Paris. On ne connaît aucun dessin sûr de Jacques des Rousseaux. Cette feuille a un temps été attribuée à Jan Lievens, qui avait travaillé avec Rembrandt à Leyde entre 1625 et 1631, où ils faisaient des études de personnages. Werner Sumowski propose l'attribution à Jacques des Rousseaux en 1992. Le Bredius Museum de La Haye conserve un tableau de 1630 portant le monogramme "IDR" et présentant un autre vieil homme à grande barbe[5].